# Grenadina

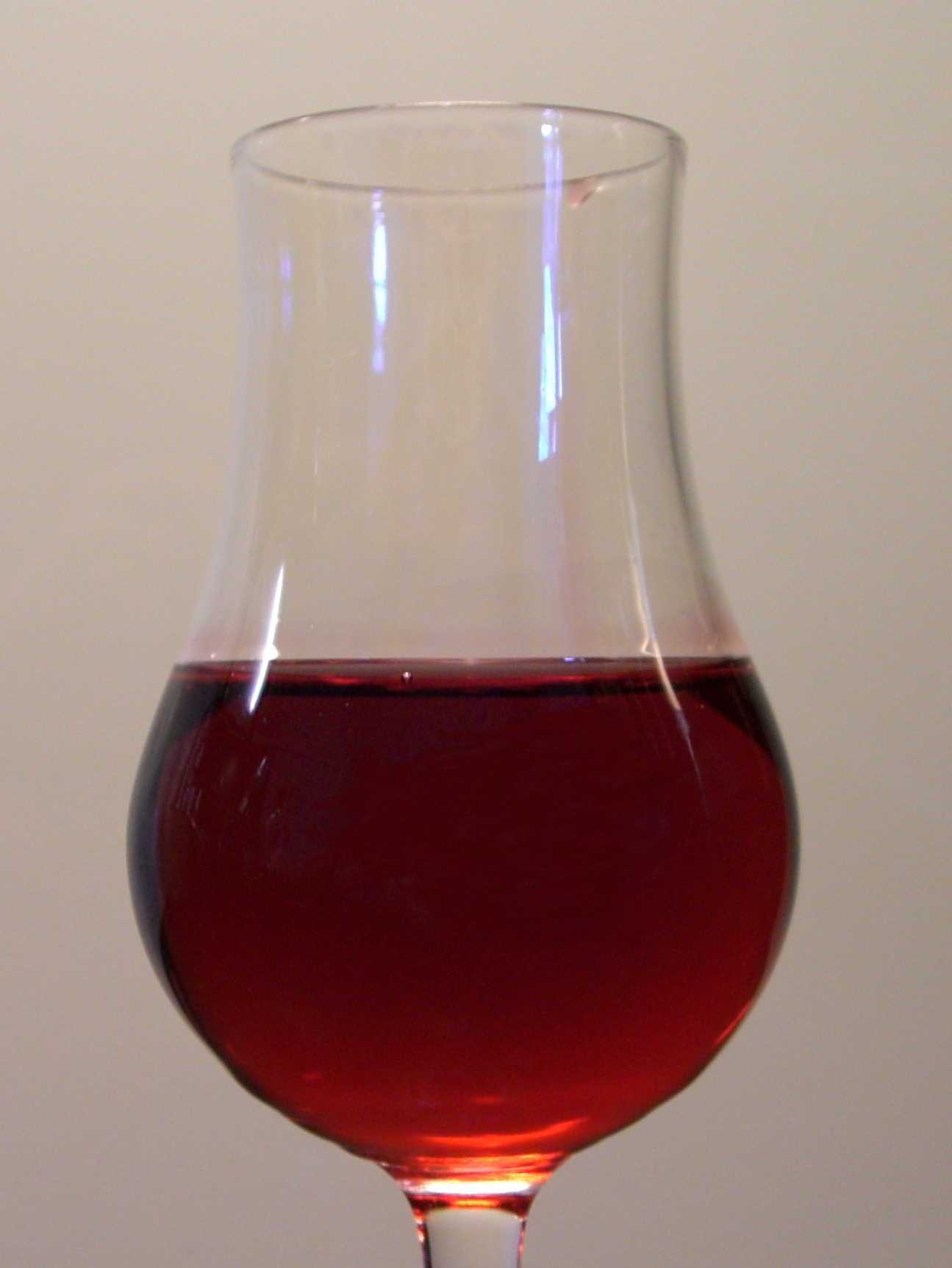
Sklenice s grenadinou

Grenadina je sirup vyrobený z granátových jablek. Své uplatnění nachází především v míchaných nápojích, hlavně pro svou sytě červenou barvu a specifickou hořkosladkou chuť. Typickým nápojem z grenadiny je Tequila sunrise. Koupit se dá téměř výhradně ve specializovaných prodejnách.